# 戸田家の兄妹
『戸田家の兄妹』（とだけのきょうだい）は、1941年（昭和16年）公開の、小津安二郎監督による日本映画。

## 概要
1939年7月、小津は日中戦争から帰還したが、同年から検閲の「映画法」が制定された。そのため帰還第1作として撮る予定だった『お茶漬の味』を取りやめ、作ったのがこのオールスターを揃えた大家族ドラマである。

## あらすじ
戸田家の当主が亡くなり、借財の整理に本宅などを処分することになった。母と三女の節子は、当分の間長男の進一郎の家に身を寄せることになる。次男の昌二郎は、自分のことは心配ないと兄に告げ、天津へ旅立つ。母と節子は、進一郎の妻から冷たくされて長女の千鶴の家に移る。しかし、そこでも邪険にされたので、2人は別荘に住むことになる。帰国した昌二郎はそれを知って、兄弟たちの不人情を厳しく批判する。彼は、母と節子を連れて天津へ行くことにするのだった。

## スタッフ

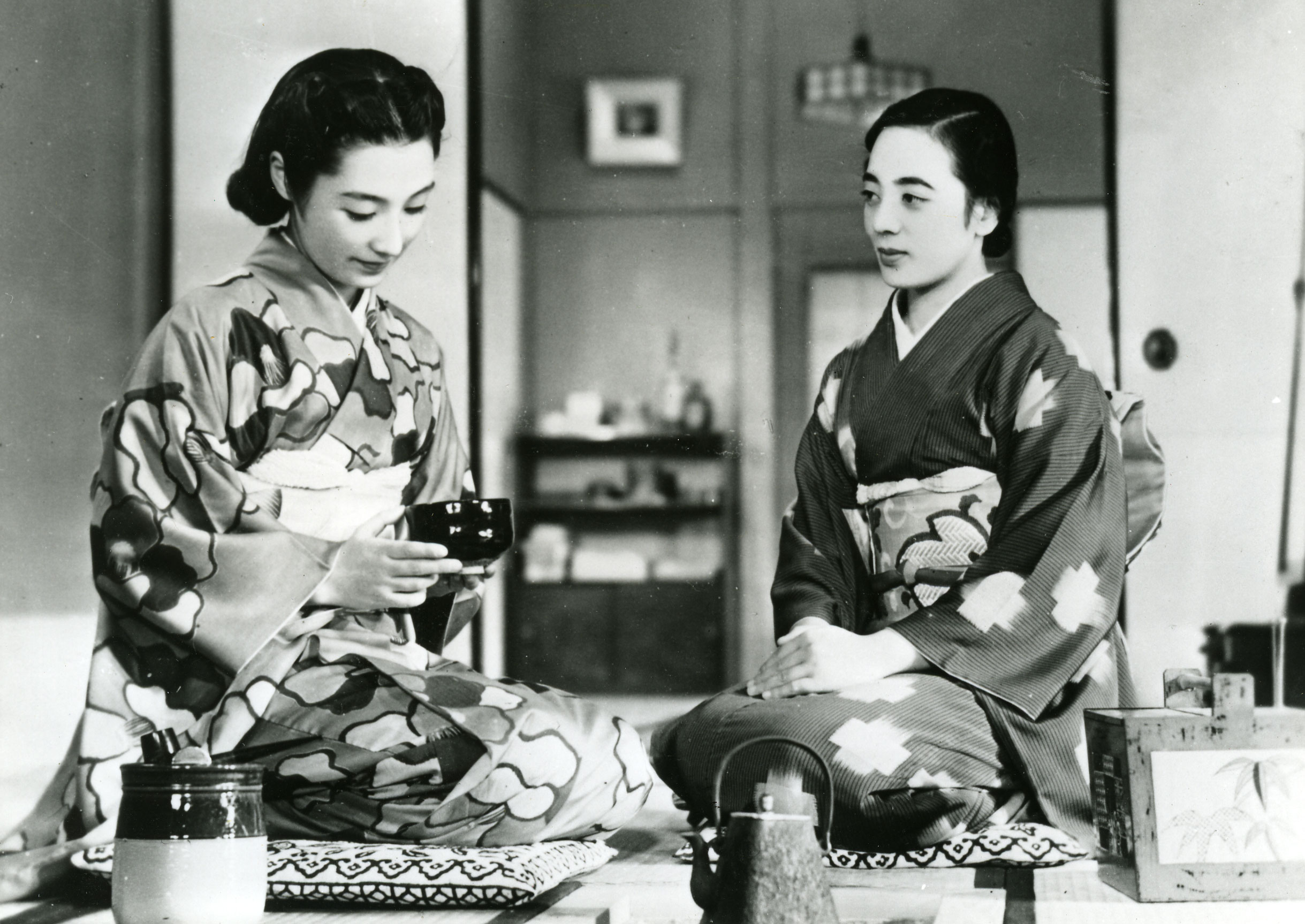
高峰三枝子（左）、三宅邦子（右）

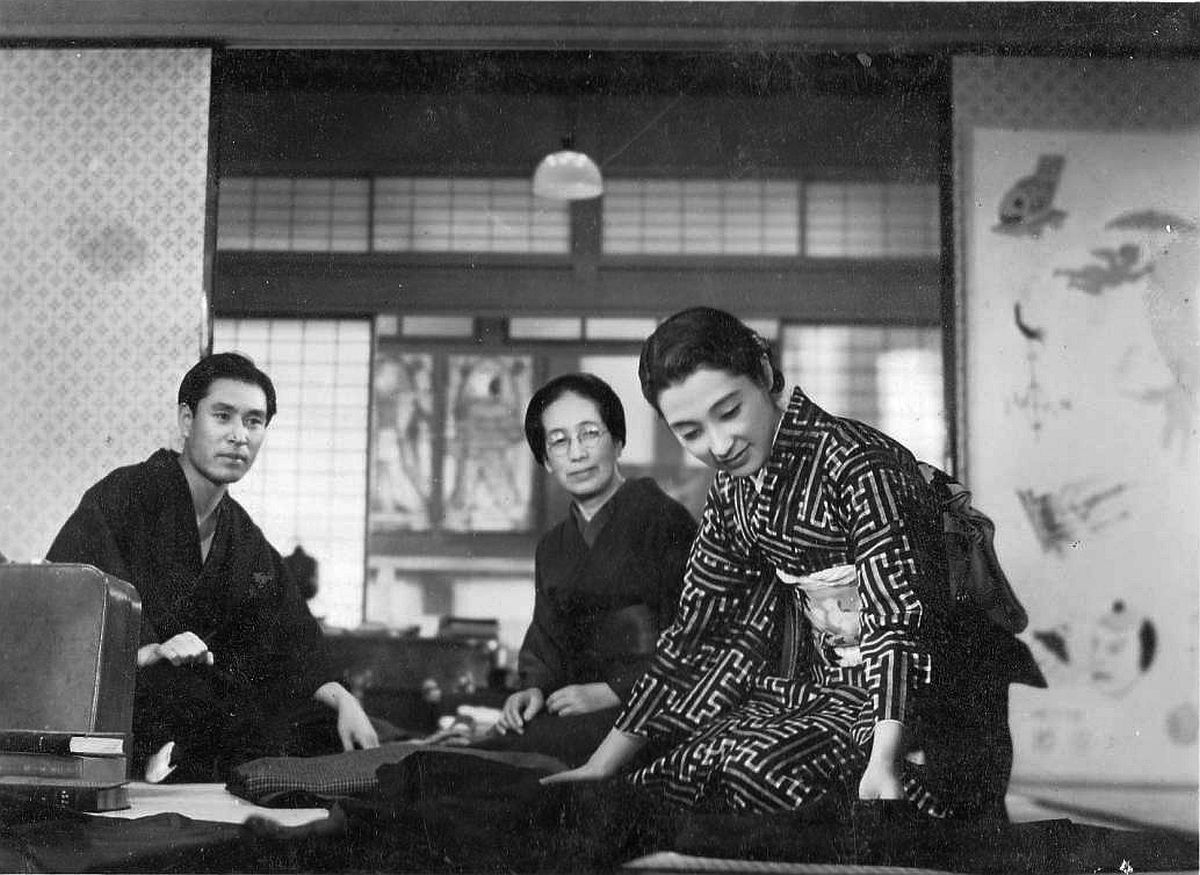
佐分利信（左）、葛城文子、高峰三枝子（右）

- 監督：小津安二郎
- 脚本：池田忠雄、小津安二郎
- 撮影：厚田雄春
- 美術：浜田辰雄
- 編集：浜村義康
- 録音：妹尾芳三郎
- 音響効果：斎藤六三郎
- 音楽：伊藤宣二

## キャスト
- 戸田進太郎 - 父：藤野秀夫
- 母：葛城文子
- 浅井千鶴 - 長女：吉川満子
- 戸田進一郎 - 長男：斎藤達雄
- 戸田和子 - 妻：三宅邦子
- 戸田昌二郎 - 次男：佐分利信
- 雨宮綾子 - 二女：坪内美子
- 雨宮 - 夫：近衛敏明
- 戸田節子 - 三女：高峰三枝子
- 時子：桑野通子
- 鈴木：河村黎吉
- きよ - 女中：飯田蝶子
- 浅井良吉 - 千鶴の子：葉山正雄
- 戸田光子 - 進一郎の子：高木眞由子
- 鰻屋の女将：岡村文子
- 昌二郎の友人：笠智衆、山口勇
- 骨董屋：坂本武、西村青児
- 写真屋：谷麗光
- 谷本夫人：森川まさみ
- その友：若水絹子、忍節子

## 作品データ
- 製作 : 松竹大船撮影所
- フォーマット : 白黒　スタンダードサイズ（1.37:1）　モノラル
- 初回興行 : 国際劇場
- 同時上映 :

## テレビドラマ
1965年10月21日と同年10月28日には、本作を原作としたテレビドラマが、フジテレビ系列の『シオノギテレビ劇場』で放送された。

### キャスト
- 仲代達矢
- 藤純子
- 八千草薫
- 東山千栄子
- 東野英治郎
- 金子信雄
- 丹阿弥谷津子
- 加藤和夫
- 大塚道子
- 滝田裕介
- 三津田健
- 島津雅彦

### スタッフ
- 原作：小津安二郎
- 脚本：池田忠雄、寺島アヤ子
- 演出：緒川秀夫

| フジテレビ系 シオノギテレビ劇場 | フジテレビ系 シオノギテレビ劇場 | フジテレビ系 シオノギテレビ劇場 |
| 前番組                          | 番組名                          | 次番組                          |
| ------------------------------- | ------------------------------- | ------------------------------- |
| 春琴抄                          | 戸田家の兄妹 （テレビドラマ版） | 帰郷                            |